# Gottcha!!
Gottcha!!（ゴッチャ!!）は、エフエムラジオ新潟（FM-NIIGATA）で毎週月曜から木曜日の9時から10時55分まで放送されているラジオ番組。2008年4月7日番組開始。
この項目では、2020年5月から2022年3月まで毎週火曜日夜7時から9時まで放送されていたGottcha!!（夜）（ゴッチャ!!かっこよる）についても記述する。

## 番組概要
リスナーから寄せられたメッセージと曲のリクエスト、様々なコーナーで構成される生放送のラジオ番組。開始当初は月曜 - 木曜 13:30 - 14:50に放送されていた午後ワイド番組だったが、2010年1月4日より放送時間を午前9・10時台に移動した。
2018年4月からは「Gottcha!!（仮）」（ゴッチャ!! かっこかり）として金曜日の放送も開始されたが、2020年5月15日をもって「Gottcha!!（仮）」は終了、火曜夜に枠移動し、同年5月19日より「Gottcha!!（夜）」（ゴッチャ!!かっこよる）へとリニューアルした。
FM-NIIGATA本社第2スタジオから放送している。ヤン自身は持ちギャグとして「阿賀野川河川敷スタジオ」と発言しているが、本社は実際には信濃川近くに建っており、阿賀野川とは離れている。

## 放送時間

### Gottcha!!
- 月曜 - 木曜 13:30 - 14:50（2008年4月7日 - 2009年12月）
- 月曜 - 木曜 9:00 - 10:55（2010年1月4日 - ）

### Gottcha!!（仮）
- 金曜 9:00 - 10:50（2018年4月6日 - 2020年5月15日）

### Gottcha!!（夜）
- 火曜 19:00 - 20:55（2020年5月19日 - 2022年3月29日）

## 出演者

### パーソナリティ
- ヤン（月・水・木曜）
- 清野幹（火曜）
- 中村博和（月・火曜）

ヤンと清野の担当曜日は午後から午前に変わって以降も変更はない。
金曜日の「Gottcha!!（仮）」はヤン・清野のどちらかが担当していた。
火曜日の「Gottcha!!（夜）」はヤン・清野の両方で担当していた。清野は朝夜で掛け持っていた。
2025年1月から月・火曜担当に新たに中村博和が加わった。中村は火・水曜のディレクターを担当しているほか、これまでにピンチヒッターとしての登板もある。

### 過去
- 本間紗理奈（木曜、2015年4月 - 6月[2]）
- 上村知世（月曜 → 火曜、2017年7月17日 - 2019年12月31日）

## タイムテーブル

### Gottcha!!
- 9:09
  - （月）園児対抗歌合戦
  - （火）モトスポ!
  - （水）オレ達!長靴族!!
  - （木）ONE
- 9:36
  - （月）Back To The Past
  - （水）DNA活性化計画
  - （木）今週のフクロとじ
- 9:48　トラフィック・インフォメーション
- 9:51　ウェザー
- 9:55　FMインフォメーション

毎月第3月曜日は「新潟市緊急告知FMラジオ情報」、第4月曜日は「弥彦村緊急告知FMラジオ情報」を放送。それぞれ緊急告知FMラジオのテスト放送と各自治体からのお知らせが放送される
また、特別番組が放送される場合がある
- 10:00　10時台オープニング
- 10:14
  - （月）川柳源一郎 十七文字勝負
  - （火）ゴッチャ大喜利〜幹点〜
  - （水）ルヴォーグ週刊ヘアケアマガジン
  - （木）NEXCO東日本 presents ヤンの気ままにドライブ
- 10:35　トラフィック&ウェザー
- 10:40　お祝い事のコーナー
- 10:50　エンディング（ヤン担当日は「エンディング・オブ・ジョイトイ」と言っている）

### Gottcha!!（仮）
- 9:09　虎の穴
- 9:36　今日のページ
- 9:48　トラフィック・インフォメーション
- 9:51　ウェザー
- 9:55　Power Play
- 10:00　10時台オープニング
- 10:14　今週の公募
- 10:35　トラフィック&ウェザー
- 10:40　お祝い事のコーナー
- 10:45　エンディング（ヤン担当日は「エンディング・オブ・ジョイトイ」と言っている）

## 番組内容（コーナー）

### 月曜日
- 園児対抗歌合戦

新潟県内の未就学児へのインタビューと好きな曲を歌った模様をオンエア。紹介した園児の中からスタジオのヤンが独断と偏見で大賞を決める。
- Back To The Past

毎週ひとつの年にスポットを当て、その年にリリースされた楽曲、その年に起きた出来事や流行・誕生したものを紹介する。
- 川柳源一郎 十七文字勝負

“川柳源一郎”なる詩のプロレスラーがGottcha!!の時間を乗っ取って、リスナーから投稿された、日常の出来事や時事ネタなどを題材にした川柳を紹介。毎回最優秀作品を一句選び、番組ステッカー「越後魂粘り紙」がプレゼントされる。
なお、コーナータイトルの元ネタはプロレスラーの天龍源一郎である。

### 火曜日
- モトスポ!

架空のスポーツ新聞「モトキスポーツ」のモトキ編集長が気になる話題を取り上げる。
- ゴッチャ大喜利〜幹点〜

2018年4月、「我が家」に変わる形で始まった大喜利コーナー。毎週お題を設け、リスナーから寄せられた回答を紹介。最も面白かったネタを投稿したリスナーには番組ステッカー「越後魂粘り紙」がプレゼントされる。

### 水曜日
- オレ達!長靴族!!

農業王国・漁業王国である新潟県の長靴族（長靴を履いて仕事をする、農家や漁師を指す）を大応援! というコンセプトのコーナー。
新潟県内の農業・漁業に従事している方と電話を繋ぐ。
- DNA活性化計画

美容、ダイエット、脳トレなどの情報を紹介する。
- ルヴォーグ週刊ヘアケアマガジン

新潟県のヘアショップの方に、リスナーから寄せられた頭髪に関する悩みを尋ねる。

### 木曜日
- 新潟県民意識調査ONE

新潟県内在住者を対象に、毎週ひとつのテーマに関するアンケートを事前に回答してもらい、番組内で集計結果を紹介するコーナー。
- 今週のフクロとじ

週替わりで様々な話題やチャレンジ企画などを送る。
- NEXCO東日本 presents ヤンの気ままにドライブ

ヤンが新潟県内の様々なドライブスポットに訪れた模様を放送する。
元々はSOUND SPLASH内で放送されていたコーナーだが、2014年7月3日より当番組で放送されている。

### 全曜日共通
- お祝いごとのコーナー

リスナー自身や家族、友人、仲間の誕生日や結婚記念日などをパーソナリティが祝う。

## 終了したコーナー
- 越後魂料理教室

新潟県内産の食材を使ったレシピを募集し謎の先生がピックしたものを、味平なるキャラがラジオ番組にてクッキング方法を紹介する、という異例のコーナー。
キャラの方向性が定まらないまま2009年12月番組改編に伴い終了。
- LOVE KOREA

朴先生から韓国語を学び、モトキが実践をしながら勉強するコーナー。
- アノマチック天国（月曜日）

出没!アド街ック天国のパロディ。本家の内容に似ていて、新潟県内にある各商店街のいいトコを紹介しようというコーナー。
商店街のいいトコ、名店、歴史をカウントダウン（主にベスト5）形式で紹介。
特集した商店街をイメージしたCMも作っている。
2009年からは、県内のイベントを紹介しイメージCMを送り届けている。
- 越後スパスパラダイス（火曜日）

新潟県内の温泉を、モトキと温泉子（ぬくもりせんこ）女将がリスナーからのタレコミを織り交ぜ紹介するコーナー。
- Time Trip Music Hour（火曜日）

モトキそっくりな自称コートジボワール出身の謎キャラクター・モトえもんがタイムマシンに乗り、過去の時代の懐かしい音楽をピックアップするコーナー。
- 聞かせて! プリーズ ミー!!（火曜日）

モトキが毎回真面目なテーマとゴッチャ的テーマ（大喜利）の2つ出題し、リスナーより意見を募集し披露するコーナー。
- 新潟わんにゃんペット情報局（火曜日、2018年3月終了）

前半は新潟県内のペットショップからの犬・猫の情報、後半は動物に関する雑学をクイズ形式で紹介。
このコーナーに登場する犬は、エフエム新潟の周波数77.5MHzにちなみ「ナナコ」という名前である。
- 我が家 晴れのち幸せ（火曜日、2018年3月終了）

毎週お題にまつわる家族のエピソードをリスナーから募集。後半はお題にちなんだ大喜利を開催。
このコーナーの冒頭で使用されていたBGMはB'zの「HOME」
- 虎の穴（金曜日）

新潟県内で活動する芸人、ローカルタレントなどが考えた企画を生放送中に披露。
- 今日のページ（金曜日）

様々なジャンルの本をパーソナリティが朗読。
- 今週の公募（金曜日）

実際に受け付けている全国各地の公募から毎週ひとつ題材を選び、その公募のアイデアをリスナーから募集して紹介する。